# Grießnockerlaffäre
Grießnockerlaffäre ist eine deutsche Kriminalkomödie von Ed Herzog mit Sebastian Bezzel und Simon Schwarz in den Hauptrollen. Es handelt sich dabei um den vierten Teil der Heimatkrimi-Filmreihe um den Polizisten Franz Eberhofer, welche auf Romanen von Rita Falk basiert. Premiere war am 1. August 2017 im Mathäser-Filmpalast in München, der deutsche und österreichische Kinostart erfolgte am 3. August 2017. Die TV-Erstausstrahlung erfolgte am 6. August 2018 auf Das Erste und ORF eins.

## Handlung
Polizist Franz Eberhofer wird zu einem Hof in Oed gerufen, auf dem die tief religiöse Annemarie Hausladen mit ihrem verwitweten Vater lebt. Annemarie ist von einer Wallfahrt nach Lourdes zurückgekehrt und hat ihren Vater tot aufgefunden, der sich offensichtlich beim Sturz auf der Kellertreppe tödlich verletzt hat.
Auf dem Hof der Eberhofers ist zwischenzeitlich der kauzige Paul aufgetaucht, der Franz’ Oma schon länger zu kennen scheint und sich nun zu Hause ausbreitet. Weil Paul nichts anderes verträgt, gibt es nur noch Grießnockerlsuppe. Nicht selten fallen die Mahlzeiten ganz aus, weil Oma anstatt zu kochen lieber etwas mit Paul unternimmt. Auch Flötzinger hat Probleme: obwohl er sich hat sterilisieren lassen, ist seine Frau ein drittes Mal schwanger geworden und gibt ihm die Schuld.
Nach der rauschenden Hochzeitsfeier des Kollegen Karl Stopfer wird Franz von SEK-Männern geweckt. Polizeikollege Barschl wurde mit einem Messer im Rücken tot aufgefunden, das zweifelsfrei Franz zuzuordnen ist, da sein Name darin eingraviert ist. Dazu kommt als mögliches Motiv, dass Barschl Franz’ ausgewiesener Erzfeind war. Gegen Franz ermittelt nun Elisabeth Mayerhofer vom BLKA, genannt „Thin Lizzy“.
Zwar wird Franz aus der Untersuchungshaft entlassen, nachdem sein Vater sein Alibi bestätigt hat, doch gilt er weiter als Verdächtiger. Zusammen mit seinem Freund Rudi Birkenberger beginnt er, selbst zu ermitteln. Die beiden finden heraus, dass Barschls Witwe Ivana früher illegal als Prostituierte in einem Bordell gearbeitet hat. Dieses wurde vor sieben Jahren von der Polizei unter Beteiligung Barschls ausgehoben, wobei auch ihr Zuhälter festgenommen wurde. Barschl hatte Ivana einen Monat später geheiratet. Sein Wunsch nach einer gemeinsamen Tochter blieb unerfüllt, trotzdem gibt es im Haus der Barschls ein Kinderzimmer für ein Mädchen. Ivana gibt offen zu, froh über den Tod ihres Mannes zu sein, nicht zuletzt wegen seiner ausgefallenen sexuellen Vorlieben, die sie befriedigen musste. Allerdings hat Ivana Barschl ein Alibi. Als Franz und Rudi beobachten, wie Ivana ihrem ehemaligen Zuhälter Grablonski 20.000 Euro übergibt, vermuten sie einen Auftragsmord. Ivana behauptet jedoch, sich mit dem Geld von ihrem Zuhälter freigekauft zu haben; zudem hat auch Grablonski ein wasserdichtes Alibi.
Franz wird erneut zum Hausladen-Hof gerufen, nachdem Annemarie einen Suizidversuch unternommen hat. Sie macht Andeutungen, am Tod ihres Vaters schuld zu sein. Franz erfährt, dass sie abgetrieben hat, und vermutet Missbrauch durch den Vater. Als er sie im Krankenhaus besuchen will, sieht er aus der Ferne Ivana. Er vermutet, dass sie und Annemarie sich kennen und eine den Mord für die andere ausgeführt hat, so dass die Anstifterin sich ein Alibi verschaffen konnte. Unklar bleibt jedoch, woher die beiden sich kennen.
Paul geht es mittlerweile schlechter, und die Familie erfährt, dass er an einem Nierenkarzinom im Endstadium leidet. Oma erzählt nun, dass Paul ihr Jugendfreund war. Er war einst als Flüchtling nach Niederkaltenkirchen gekommen, hatte aber das Dorf verlassen, als sie von ihm schwanger wurde. Sie hatte schließlich den viel älteren Eberhofer geheiratet. Doch ist nicht er, sondern Paul Franz’ leiblicher Großvater.
Rudi hat inzwischen herausgefunden, dass auch Ivana abgetrieben hat und sich in der Klinik mit Annemarie angefreundet hatte. Franz und Rudi begeben sich zum Hausladen-Hof, wo sie von Annemarie und der hinzugekommenen Ivana unter vorgehaltener Waffe in den Keller gesperrt werden. Dabei legen die beiden Frauen ein Geständnis ab. Franz und Rudi werden schließlich von Thin Lizzy befreit. Auch sie war den beiden Frauen bereits auf der Spur, doch diese waren durch Franz’ Ermittlungen vorgewarnt und konnten rechtzeitig untertauchen.
Kurz darauf stirbt Paul. Nach seiner Beerdigung versucht Franz, von seiner Oma gedrängt, Susi einen Heiratsantrag zu machen. Doch dabei werden sie von Flötzingers Kindern Ignatz-Fynn und Clara-Jane gestört, die Susi für die nächsten drei Wochen beaufsichtigen muss. Flötzinger versucht unterdessen, auf einer Mutter-Vater-Baby-Kur mit seiner Frau und der jüngsten Tochter Amy-Gertrud seine Ehe zu retten.

## Hintergrund
Der Film steht in der Tradition der Provinzkrimis aus dem niederbayerischen Niederkaltenkirchen, die 2013 mit Dampfnudelblues begonnen wurde. Der vierte Teil der Franz-Eberhofer-Krimis von Ed Herzog ist nach Winterkartoffelknödel (2014) und Schweinskopf al dente (2016) wiederum in der Hauptrolle mit Sebastian Bezzel besetzt, der als Partner von Hauptkommissarin Klara Blum (Eva Mattes) im Konstanzer Tatort bekannt ist. Simon Schwarz ist erneut in der Rolle des schusseligen Supermarktdetektivs und Ex-Polizisten Rudi Birkenberger zu sehen.
Der Film wurde vom 30. März 2016 bis zum 4. Mai 2016 in Frontenhausen, im niederbayerischen Landkreis Dingolfing-Landau sowie in München und Umgebung gedreht.

## Trivia
Das Lied, das am Ende während des Abspanns gespielt wird, ist „Du und Ich“ von Christian Steiffen.

## Kritiken
„Nach zwei ziemlich redundanten Folgen dieser Komödienserie nach den Krimis von Rita Falk widmet sich Regisseur Ed Herzog in Teil vier erfreulicherweise der Verknappung. Die Handlung verzettelt sich nicht nach auswärts, sondern bleibt im Dorf, gern verschwindet sie auch mal ganz hinter viel Alkohol. Die Witze kommen wortkarg und rabenschwarz daher.“

„Vierte Verfilmung eines Provinzkrimis von Rita Falk, in der der kongeniale Hauptdarsteller souverän sein lakonisches Potenzial entfaltet und das Komische im Tragischen und umgekehrt entdeckt. Die durchgängig glänzende Besetzung, das Panoptikum skurriler Figuren sowie die mutige Inszenierung machen den Film zu einem Höhepunkt der Reihe (…).“